# Eduardo Pepato
 (août 2022).
Luiz Eduardo Pepato, mieux connu sous le nom d'Eduardo Pepato (né à Marialva, Paraná, le 7 juillet 1987) est un producteur de musique brésilien, arrangeur et multi-instrumentiste, connu pour son influence dans le sertanejo.
Il a acquis une notoriété en tant que producteur de musique au début des années 2010, travaillant avec des artistes et des duos tels que Chitãozinho & Xororó, Luan Santana, Gusttavo Lima, ou Marília Mendonça. L'album Todos os Cantos Vol. 1, lauréat du Latin Grammy du meilleur album de sertanejo en 2019, a été produit par Pepato,.